# 新錫安 (肯塔基州)
新錫安（英語：New Zion）是位於美國肯塔基州傑克遜縣的一個非建制地區。

## 地理
新錫安所處的海拔為高於海平面335米（即1099英呎），而該地所採用的時區為UTC-5，即北美東部時區（EST）。同時該地設有夏令時間，為UTC-5調快一小時，即UTC-4（EDT）。